# Tengcsou (Santung)
Tengcsou (egyszerűsített kínai írással: 滕州) város Kínában, Santung tartományban. Lakosainak száma 1 574 648 fő (2020).

## Népesség
| 2010 | 1 603 659 |
| 2020 | 1 574 648 |